# Boträsk
Boträsk är en sjö i Geta kommun i Åland (Finland). Den ligger i den norra delen av landskapet, 40 km norr om huvudstaden Mariehamn. Boträsk ligger 20 meter över havet. Den ligger på ön Fasta Åland. Boträsk ligger vid sjön Fagernäs Träsk. Arean är 4,3 hektar och strandlinjen är 0,95 kilometer lång. Sjön  ingår i Norra Skärgårdshavets avrinningsområde. 